# Kazimierz Braun (porucznik)
Kazimierz Braun (ur. 1 października 1899 w Dąbrowie Tarnowskiej w Małopolsce, zm. 22 grudnia 1920 w Przemyślu) – porucznik obserwator Wojska Polskiego II RP, kawaler Orderu Virtuti Militari.

## Życiorys
Urodził się w rodzinie Karola i Henryki z Millerów. Maturę złożył w gimnazjum w Tarnowie. Jako uczeń VII klasy wraz z grupą kolegów został aresztowany za działalność polityczną i uwięziony w cytadeli w Krakowie. 
19 listopada 1916 zaciągnął się do Legionów Polskich. Został przydzielony do 9 kompanii 2 pułku piechoty. W Polskim Korpusie Posiłkowym ukończył szkołę podchorążych. 12 lutego 1918 został awansowany na plutonowego . Po ich rozwiązaniu jako obywatel austriacki został wcielony 1 maja 1918 do armii austriackiej i wysłany na front włoski. W październiku 1918 przebywał na urlopie w Tarnowie. Brał udział w pracach Polskiej Organizacji Wojskowej jako instruktor i uczestniczył w akcji rozbrajania zaborców.
Po odzyskaniu niepodległości brał udział w wojnie z Ukraińcami w szeregach 16 pułku piechoty. Uczestniczył między innymi w walkach pod Chyrowem, Przemyślem i Lubaczowem. Od 24 marca do 9 czerwca 1919 był słuchaczem Klasy „N” (klasa 9.) Szkoły Podchorążych w Warszawie. Na krótko powrócił do batalionu zapasowego 16 pp. 21 czerwca 1919 został mianowany z dniem 1 czerwca 1919 podporucznikiem w piechocie.
Wkrótce zgłosił się do Oficerskiej Szkoły Obserwatorów Lotniczych w której szkolił się od 15 października 1919 do 15 marca 1920. 16 marca 1920 roku, po ukończeniu szkoły, został skierowany do 5 eskadry wywiadowczej. W czasie wojny z bolszewikami odznaczył się wielką odwagą i zaangażowaniem w akcjach bojowych. Brał udział w atakach na niskiej wysokości na armię konną Budionnego oraz w bombardowaniu pociągów pancernych. 20 października 1920 otrzymał tytuł i odznakę obserwatora na czas służby w wojskach lotniczych. Za okres walk z bolszewikami został mianowany porucznikiem.
Po wojnie w 1920 Kazimierz Braun zaczął naukę pilotażu. W czasie lotu szkoleniowego na samolocie Albatros B.II rozbił się, uderzając w ziemię. Zginął na miejscu na lotnisku w Przemyślu.

## Ordery i odznaczenia
- Krzyż Srebrny Orderu Wojskowego Virtuti Militari nr 8142 – 27 lipca 1922[7]
- Krzyż Niepodległości – pośmiertnie 4 listopada 1933 „za pracę w dziele odzyskania niepodległości”[8]
- Polowa Odznaka Obserwatora „za loty bojowe nad nieprzyjacielem w czasie wojny 1918-1920” – 11 listopada 1928[9]